# Деребей
Деребей (тур. derebeyi) - титул феодала в Анатолии и причерноморских областях Лазистан и Аджария в XVIII веке. Деребеи имели значительную независимость от центрального правительства Османской империи.
Деребеи были обязаны оказывать военную помощь во время войны, но управляли своими территориями самостоятельно, пользуясь полной практической свободой, и нередко образовывали местные династии. Их появление часто было вызвано постепенным отказом от системы тимаров, управляемых военными феодалами сипахов, и тенденцией центрального правительства к перекладыванию задачи сбора налогов на деребеев с XVIII века. В официальной терминологии эти посредники часто именовались аянами, хотя для описания этого класса использовались и другие термины. Официальный статус, эффективные полномочия и географический охват власти могли значительно различаться от одного деребея к другому, а также могли по-разному развиваться с течением времени. Конкретные характеристики региона, управляемого деребеем, такие как экономическое развитие или роль в контексте международной политики, также оказывали большое влияние на судьбу деребеев. Хотя деребеи не стремились свергнуть Османское правительство, они стремились к независимости от империи для себя и своих наследников. Благодаря сбору и контролю налоговых поступлений в своем регионе, а также предоставлению вооруженных людей для войн султана только тогда, когда это было выгодно их интересам, деребеи продемонстрировали отсутствие централизованной власти в Османском государстве в XVIII и начале XIX веков.
Русско-турецкая война 1768–1774 годов привела к росту могущества и влияния деребеев, что было обусловлено зависимостью османского правительства от их помощи. К концу XVIII века, во время правления султана Селима III, большая часть Анатолии находилась под властью деребеев, и они имели значительную роль в делах империи. При приёмнике Селима, Махмуд II (который правил после Мустафы IV, правившего год), произошёл упадок деребеев, поскольку Османское правительство становилось все более централизованным, а управление осуществлялось назначенными губернаторами. В XIX веке термин "деребей" стал применяться к могущественным наследственным землевладельцам южной и восточной Турции. К 1866 году оставшиеся деребеи были покорены военной экспедицией в районе Чукурова.
С усилением центральной власти Османской империи в XIX веке деребеи постепенно османизировались, т.е. стали частью механизмов центрального правительства. Многие члены семей деребеев оставили после себя большое наследство, служа общему благосостоянию, в то время как другие были вовлечены в ожесточенную борьбу, которая привела к народным восстаниям, таким как восстание Атчалы Кель Мехмета Эфе.